# Ґоче
Ґоче (словен. Goče) — поселення в горах на південний захід від Віпави в общині Віпава. В селі знаходиться парафіяльна церква 17-го століття, присвячений святому Андрію. Висота над рівнем моря: 275,1 метрів.